# DAF SB220
DAF SB220 — одноэтажный автобус, выпускавшийся нидерландскими компаниями DAF Trucks и VDL Bus & Coach в разные периоды с 1985 по 2001 год.

## История
DAF SB220 первоначально выпускался только для стран с левосторонним движением, а с 1988 года выпускались правосторонние версии. Также выпускался сочленённый автобус.
Автобусы выпускались как с высоким, так и с низким полом. В 2001 году автобусы были сняты с производства.

## Эксплуатация
Автобусы DAF SB220 эксплуатировались во многих странах, в частности, в Великобритании, Ирландии, Нидерландах, Португалии, Испании, Сингапуре и Румынии. Эксплуатация автобусов начиналась в 1994—2012 годах. С 2006 года началось активное списание автобусов.

## Галерея

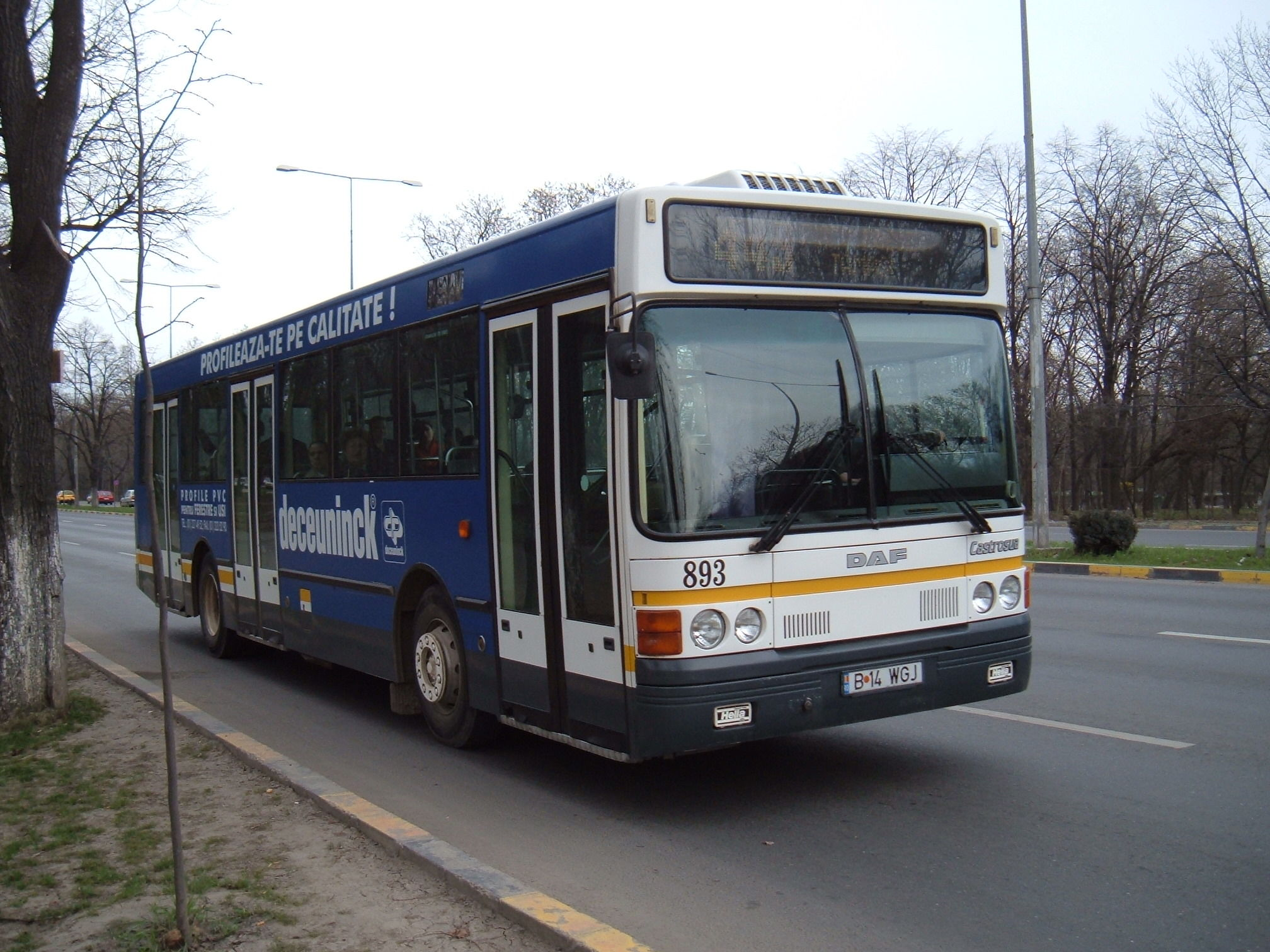
DAF SB220 в Бухаресте
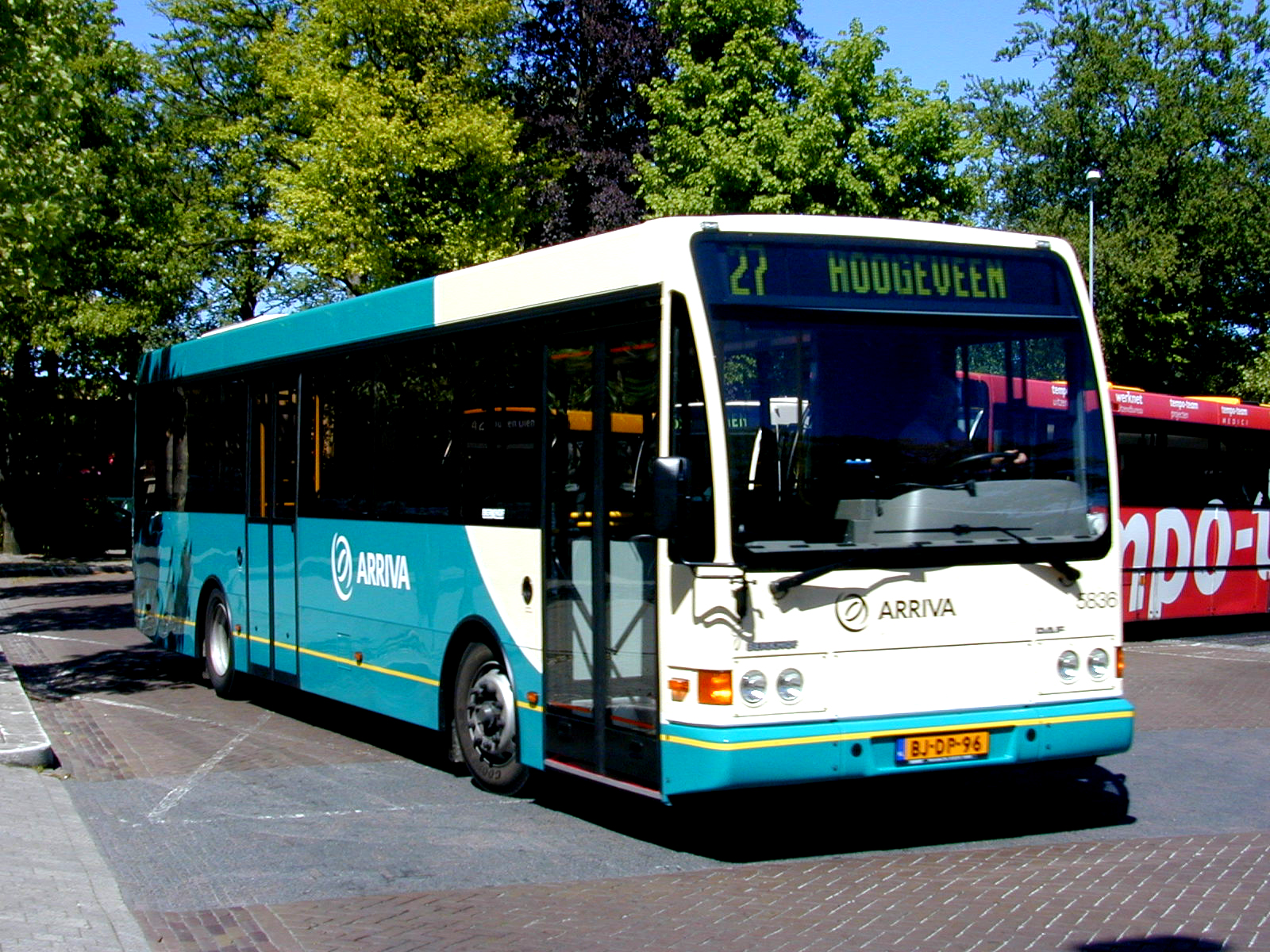
Berkhof SB220
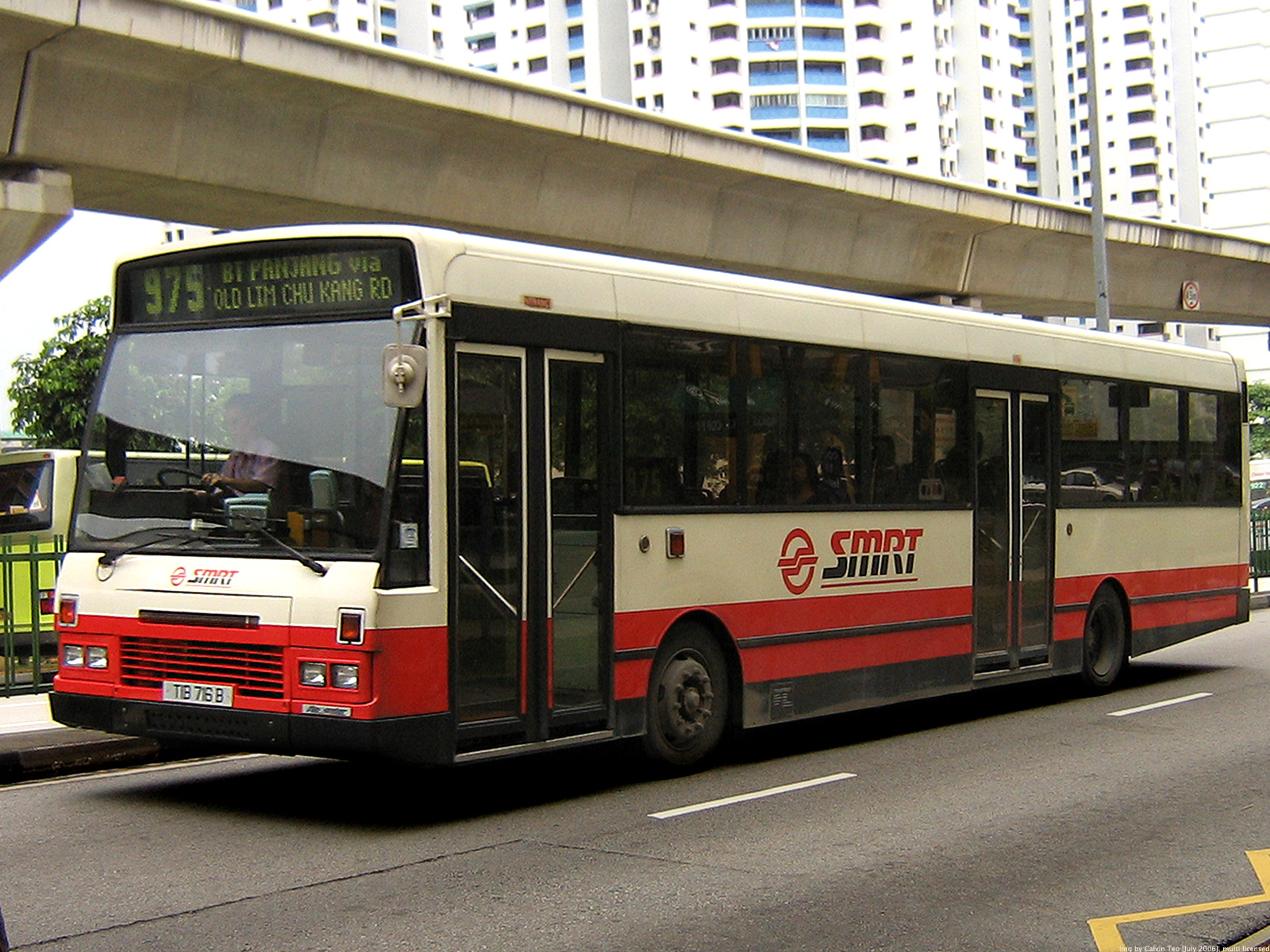
Alexander Setanta на базе DAF SB220LT
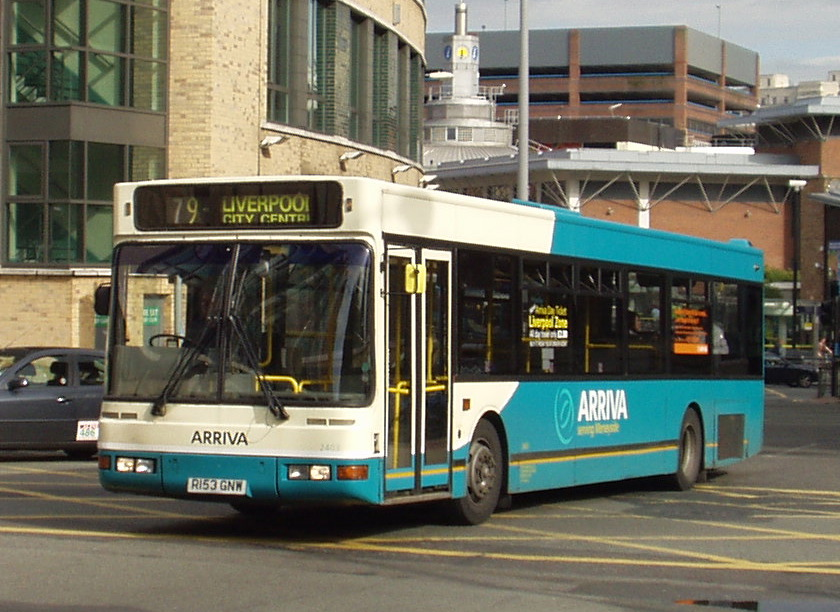
Plaxton Prestige на базе DAF SB220
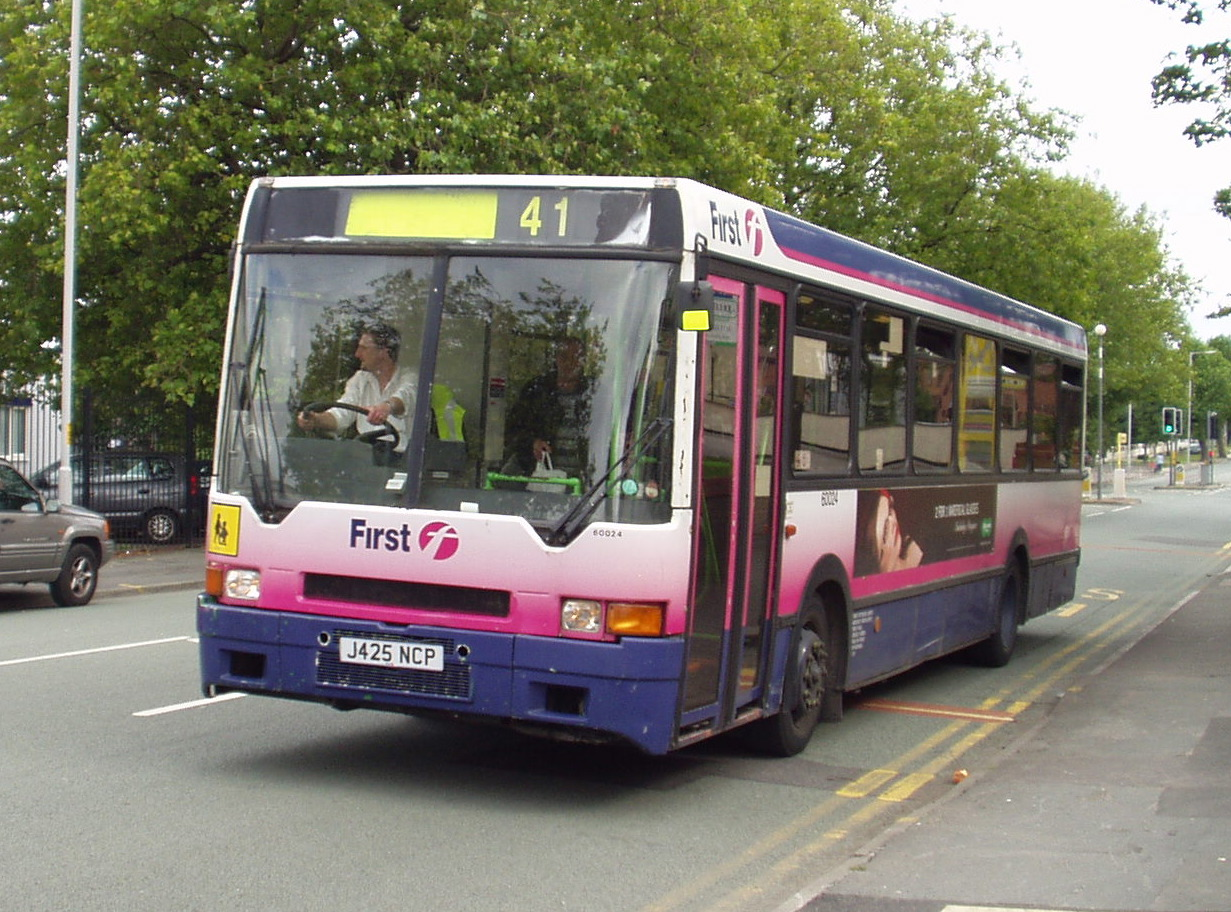
Ikarus SB220